# ویندهاگن
ویندهاگن (به آلمانی: Windhagen) یک شهر در آلمان است که در Asbach واقع شده‌است. ویندهاگن ۴٬۳۴۴ نفر جمعیت دارد.